# HNLMS Reinier Claeszen
Le HNLMS Reinier Claeszen (Pays-Bas : Hr.Ms. Reinier Claeszen) était un  monitor construit dans les années 1890 pour la Marine royale néerlandaise.

## Histoire
Le navire, peu fiable, connait de nombreuses pannes et des réparations fréquentes.
De ce fait, il navigue essentiellement dans les eaux territoriales. En 1907 il est affecté au service de port, entre  Amsterdam et Rotterdam. 
Le 22 avril 1913 le Reinier Claeszen part au port de Hellevoetsluis pour une reconversion, mais le 28 novembre 1913 le chantier est arrêté. Le 21 avril 1914 il est enlevé du service et sert de dépôt. Le 21 novembre 1915 il est vendu pour démolition.

## Note et référence
- (nl) Cet article est partiellement ou en totalité issu de l’article de Wikipédia en néerlandais intitulé « Reinier Claeszen (schip uit 1891) » (voir la liste des auteurs).